# World Police and Fire Games
World Police and Fire Games (WPFG) är ett idrottsevenemang med tävlingar, öppna för poliser och brandsoldater.

## Värdorter
| - 1985: San Jose, Kalifornien, USA - 1987: Diego, Kalifornien, USA - 1989: Vancouver, British Columbia, Kanada - 1991: Memphis, Tennessee, USA - 1993: Colorado Springs, Colorado, USA - 1995: Melbourne, Victoria, Australien - 1997: Calgary, Alberta, Kanada - 1999: Stockholm, Sverige - 2001: Indianapolis, Indiana, USA | - 2003: Barcelona, Katalonien, Spanien - 2005: Québec City, Québec, Kanada - 2007: Adelaide, Sydaustralien, Australien - 2009: Metro Vancouver, British Columbia, Kanada - 2011: New York, New York, USA - 2013: Belfast, Nordirland, Storbritannien. - 2015: Fairfax County, Virginia, USA. - 2017: Montréal, Québec, Kanada - 2019: Chengdu, Sichuan, Kina |

### Fotnoter
1. ↑  World Police & Fire Games 2013 Belfast Arkiverad 13 juli 2017 hämtat från the Wayback Machine. official website. Hämtdatum: 4 september 2011.
2. ↑  2015 World Police and Fire Games - Fairfax, Virginia, USA Arkiverad 28 januari 2011 hämtat från the Wayback Machine. official website. Hämtdatum: 4 september 2011.